# Папа Сириције
Папа Сириције (334 — 26. новембар 399) је био 38. папа од децембра 384. године до своје смрти.

## Биографија
Сириције је за епископа Рима изабран једногласно, упркос покушајима антипапе Урсина да се домогне папске столице. Сириције је био први папа који је издао декретале. Спровео је оштре мере против манихејаца у Риму. Први је папа који је понео титулу понтифекс максимуса након што је се цар Грацијан одрекао. Шпански бискуп Присцилијан је током Сирицијевог понтификата осуђен на смрт као јеретик од стране византијског узурпатора Магнуса Максимуса. Сириције је протестовао против погубљења. Умро је 26. новембра 399. године. На папској столици наследио га је папа Анастасије I. Проглашен је за свеца, а обележава се 26. новембра. 